# ジジ・ゴージャス
ジジ・ローレン・ラザラート・ゲティ (Gigi Loren Lazzarato Getty、1992年4月20日 -) は、カナダのYouTuber、モデルと俳優。他の名前はジジ・ゴージャス・ゲティ (Gigi Gorgeous Getty)。
トランスジェンダーであり、出生名はグレゴリー・ラザラートである。